# Czarny Ostrów (obwód lwowski)
Czarny Ostrów (ukr. Чорний Острів, daw. Ostrów) – wieś w rejonie stryjskim obwodu lwowskiego. Wieś liczy ok. 640 mieszkańców.
Znajduje tu się przystanek kolejowy Czarny Ostrów, położony na linii Lwów – Czerniowce.
W II Rzeczypospolitej miejscowość była siedzibą gminy wiejskiej Ostrów w powiecie bóbreckim (województwo lwowskie).
Do 2020 roku należała do rejonu żydaczowskiego.